# Alija Isaković
Alija Isaković (Bitunja pokraj Stoca, 1932. – Sarajevo, 1997.), bosanskohercegovački književnik, romansijer, pripovjedač, radio-dramski, televizijski i dramski pisac, putopisac, aforist, lekiskograf i povjesničar jezika i književnosti. Utemeljitelj je moderne bosanske jezičke kulture, te jedan je od najznačajnijih bošnjačkih intelektualaca uopće.

## Životopis
Osnovnu i srednju školu pohađao je u Bitunji, Stocu, Zagrebu, Crikvenici, Pančevu i Beogradu, a Filozofski fakultet - Jugoslavenske književnosti i srpskohrvatski jezik, u Sarajevu. Bio je geološki tehničar, prospektor urana, TV-scenarist, urednik časopisa „Život“, urednik edicije Kulturno nasljeđe BiH u sarajevskoj "Svjetlosti".  Pisao je pripovijetke, romane, drame, putopise, eseje, studije, filmske i tv- scenarije. Priredio je niz antologija, zbornika radova, bibliografija. Nagrađivan je za prozno i dramsko stvaralaštvo.
Priredio je više djela muslimanskih pisaca i posebno prvu antologiju muslimanske književnosti „Biserje“ 1972., prvi izbor bosanskohercegovačkih putopisaca "Hodoljublje" 1973, zbornik radova "Hasanaginica, 1774-1974", anegdote Nasrudina-hodže 1984, te s Hadžemom Hajdarevićem izbor iz časopisa "Behar" 1900-1911., te knjigu "O 'nacionaliziranju' Muslimana" 1990. godine, pri čemu je utro puteve buđenju i osvješćivanju nacionalnoga bića Bošnjaka. 
Alija Isaković snažno se zalagao za afirmaciju bošnjačkog jezika. Kao leksikograf, Isaković je nezaobilazan u oblikovanju bošnjačkog jezika. Objavljeni su njegovi rječnici "Rječnik karakteristične leksike u bosanskome jeziku" iz 1993. i "Rječnik bosanskoga jezika" iz 1995.
Umro je u Sarajevu 1997. godine. Bošnjačka zajednica kulture Preporod dodjeljuje nagradu "Alija Isaković" za najbolji dramski tekst.

## Djela
- Sunce o desno rame(1963)[2]
- Semafor (1966)
- Avdo Karabegović Hasanbegov: Izabrane pjesme (1967)
- Prednost imaju koji ulaze (1971)
- Građa za bibliografiju Muslimanske književnosti 1883-1971 (1972)
- Biserje (1972)
- Hodoljublje (1973)
- Građa za bibliografiju bosansko-hercegovačkog (1842-1970) (1973)
- Edhem Mulabdić: Izabrana djela (1974)
- Hasanaginica, 1774-1974 (1975)
- Bibliografija radova o Hasanaginici 1774-1974 (1975)
- Taj čovjek (1975)
- Osman - Aziz (Osman Nuri Hadžić i Ivan Miličević): Izabrana djela (1980)
- Krajnosti (1981)
- Hasanaginica (1982)
- Pobuna materije (1985)
- Nasrudin Hodža (1986)
- Jednom (1987)
- Neminovnosti (1987)
- Ahmed Muradbegović: Izabrana djela (1987)
- Lijeve priče (1990)
- O »nacionaliziranju« muslimana. 101 godina afirmiranje i negiranja nacionalnog identiteta Muslimana (1990)
- Biserje. Izbor iz muslimanske književnosti. Drugo, prošireno, izdanje (1993)
- Rječnik karakteristične leksike u bosanskome jeziku[3] (1993)
- Rječnik bosankog jezika (Sarajevo, 1995)

## Vanjske poveznice
- Alija Isaković